# 哈夫拉諾克
哈夫拉諾克是斯洛伐克利普托夫斯基米庫拉什區的一處重要考古遺址，位於利普托斯卡馬拉水庫旁的一座山丘上，博布羅夫尼克旁2公里處，鲁容贝罗克（Ružomberok）和利普托夫斯基米庫拉什之間。該遺址的活動時期大約在羅馬帝國及铁器时代早期。其中的祭壇有可能該區域凱爾特族重要的信仰中心。
1960年代，考古學家在利普托斯卡馬拉水庫的修建過程中發現了兩座史前時期的凯尔特丘堡，以及一座中世紀的木質城堡，目前兩座遺跡皆已部分重建。

## 歷史
哈夫拉諾克丘堡是普霍夫文化（西元前300年至西元180年）的政經及信仰中心，該地的人口組成主要為戈蒂尼凱爾特部落，以及盧薩蒂亞文化的年長者。該地的繁榮一直維持到西元初年，直到夸迪人及達契亞人等日耳曼民族佔領並摧毀斯洛伐克地區的凱爾特人據點為止。
鄰近丘堡遺跡的中世紀的木質城堡則是在11到15世紀左右建造。

## 凱爾特祭壇
哈夫拉諾克的丘堡為北斯洛伐克凱爾特人的信仰中心。木造祭壇約建於前1世紀左右，中心豎有一根高聳木柱，原先可能為某種圖騰或雕像。
在木柱旁邊的祭祀坑中，挖到了至少七具用於德魯伊信仰儀式的人殉。從遺體看來，人殉們是遭到活活毆打致死，並遭到肢解，有些甚至遭到焚燒，在使用完後其殘肢則遭投入祭祀坑中。在祭祀坑周圍出土了大量農具，據此推斷人祭的儀式乃是為了祈求五穀豐登。在祭祀坑的周圍也出土了一些較小的木柱，以及焚燒過的寶石、農具、動物等等。

## 其他建築
除了祭壇以外，該遺址還有丘堡城門、石牆（前120-前50年）、農莊（前300-前100年）、陶窯（前300-前100年），以及小屋等等。該遺址周圍原先還有幾座同時期的凱爾特村莊遺跡，但有些已遭到利普托斯卡馬拉水庫淹沒。哈夫拉諾克於1967年獲指定為國家文化紀念物，中世紀的木質城堡目前已部分重建。全境現規劃為一座露天博物馆，現屬於利普托夫博物館群（Expozície Liptovského múzea）的一部分。。

## 經濟
哈夫拉諾克凱爾特人會鑄造硬幣，但其鑄造工藝不及波伊人和布拉迪斯拉發人鑄造的比亞特幣。

## 外部連結
- The official museum website （页面存档备份，存于） （斯洛伐克語）
- A more detailed description of Havránok （页面存档备份，存于） （斯洛伐克語）